# Mirko Giansanti
Mirko Giansanti (Terni, 14 de septiembre de 1976-Terni, 7 de agosto de 2023) fue un piloto de motociclismo italiano, que estuvo compitiendo en la categoría de 125 y 250 cc entre 1996 y 2005. 

## Biografía
Comenzó a correr motos a la edad de 7 años. En 1996 debutó en el mundial como wildcard en la categoría de 125 cc en el Gran Premio de Italia con el equipo Pileri y sumó puntos en el Gran Premio de Catalunya del mismo año, llamando la atención del equipo Matteoni Racing, que lo contrató al año siguiente con una Honda.
En su primera temporada completa terminó noveno, al año siguiente terminó sexto. En 2000 pasó al equipo Benetton Playlife, y fue líder del campeonato tras las primeras carreras, pero se fracturó la mano, perdiendo así toda esperanza de obtener el título. Al año siguiente fichó por el equipo Axo Racing y mejoró su posición en la clasificación general, con un podio en la temporada. En 2002 pasó al equipo Scot Racing y terminó 15.º, en 2003 regresó al equipo Matteoni Racing con una Aprilia, finalizando 10.º y en 2004 fue 9.º. En 2005 subió a la categoría 250, permaneciendo siempre con el equipo Matteoni Racing y una Aprilia, y concluyendo su última temporada en el mundial con un 15.º puesto.
En 2008 corrió con la Honda CBR600RR del equipo Berry Racing en el campeonato mundial de Supersport pero abandonó el campeonato tras las primeras cinco carreras.
Desde 2007 compite en el Campeonato de Italia de Velocidad en la categoría Supersport: fue decimotercero en 2007, decimoquinto en 2008 y quinto en 2009, temporada en la que consiguió dos podios (ambos en Mugello) y finalizó quinto en el Campeonato Europeo de Supersport celebrado en carrera única en Albacete . Al año siguiente volvió a participar en la Supersport 600 con una Triumph Daytona 675 del equipo Padova Motocorse. Terminó undécimo con 32 puntos en la clasificación de pilotos. En 2011 pasó a montar motocicletas Kawasaki, ganando cuatro podios y el cuarto lugar en la clasificación de pilotos. En el bienio 2012-2013, nuevamente con Kawasaki, terminó tercero en la clasificación.
Su mejor año fue la temporada 1998 cuando acabó sexto en el Campeonato del Mundo de 125 cc.
Su padre Fosco Giansanti también se dedicó al motociclismo.

### Muerte
Falleció de una grave enfermedad el 7 de agosto de 2023 a la edad de 46 años.

## Resultados en el Campeonato del Mundo
Sistema de puntuación de 1993 hasta 2022:
| Posición | 1.º | 2.º | 3.º | 4.º | 5.º | 6.º | 7.º | 8.º | 9.º | 10.º | 11.º | 12.º | 13.º | 14.º | 15.º |
| Puntos   | 25  | 20  | 16  | 13  | 11  | 10  | 9   | 8   | 7   | 6    | 5    | 4    | 3    | 2    | 1    |

### Carreras por año
| Año  | Cat.  | Moto    | 1       | 2      | 3       | 4       | 5       | 6       | 7       | 8      | 9       | 10     | 11      | 12      | 13     | 14      | 15      | 16      | 17     | Pos. | Pts. |
| ---- | ----- | ------- | ------- | ------ | ------- | ------- | ------- | ------- | ------- | ------ | ------- | ------ | ------- | ------- | ------ | ------- | ------- | ------- | ------ | ---- | ---- |
| 1996 | 125cc | Honda   | MAL     | INA    | JPN     | ESP     | ITA Ret | FRA     | NED     | GER    | GBR     | AUT    | CZE     | IMO     | CAT 14 | BRA Ret | AUS 16  |         |        | 30.º | 2    |
| 1997 | 125cc | Honda   | MAL 4   | JPN 18 | ESP 12  | ITA 16  | AUT Ret | FRA 7   | NED Ret | IMO 10 | GER 7   | BRA 6  | GBR 7   | CZE 12  | CAT 4  | INA Ret | AUS 10  |         |        | 9.º  | 83   |
| 1998 | 125cc | Honda   | JPN Ret | MAL 2  | ESP 3   | ITA Ret | FRA Ret | MAD Ret | NED 6   | GBR 2  | GER Ret | CZE 4  | IMO Ret | CAT 2   | AUS 12 | ARG 6   |         |         |        | 6.º  | 113  |
| 1999 | 250cc | Aprilia | MAL 9   | JPN 16 | ESP 13  | FRA 13  | ITA 11  | CAT 14  | NED 12  | GBR 10 | GER 13  | CZE 15 | IMO 13  | VAL Ret | AUS 11 | RSA Ret | BRA 4   | ARG 5   |        | 12.º | 66   |
| 2000 | 125cc | Honda   | RSA 2   | MAL 3  | JAP Ret | ESP 2   | FRA 2   | ITA 2   | CAT NQ  | NED    | GBR 6   | ALE 5  | CZE 7   | POR Ret | VAL 13 | RIO Ret | PAC NP  | AUS     |        | 8.º  | 129  |
| 2001 | 125cc | Honda   | JPN 8   | RSA 12 | SPA Ret | FRA 2   | ITA NP  | CAT 16  | NED 7   | GBR 11 | GER 14  | CZE 16 | POR 8   | VAL 13  | PAC 7  | AUS Ret | MAL 9   | BRA Ret |        | 12.º | 75   |
| 2002 | 125cc | Aprilia | JPN 2   | RSA 16 | SPA 14  | FRA 12  | ITA Ret | CAT 10  | NED 19  | GBR 15 | GER 12  | CZE 14 | POR Ret | BRA 20  | PAC 14 | MAL 16  | AUS 15  | VAL 19  |        | 15.º | 42   |
| 2003 | 125cc | Aprilia | JPN 2   | RSA 15 | SPA 10  | FRA 12  | ITA 11  | CAT 12  | NED 15  | GBR 11 | GER 11  | CZE 7  | POR 10  | BRA 14  | PAC 11 | MAL 7   | AUS Ret | VAL 5   |        | 10.º | 93   |
| 2004 | 125cc | Aprilia | RSA 7   | SPA 10 | FRA 4   | ITA 5   | CAT 10  | NED 9   | BRA 5   | GER 8  | GBR Ret | CZE 8  | POR Ret | JPN 4   | QAT 10 | MAL Ret | AUS 13  | VAL 12  |        | 9.º  | 105  |
| 2005 | 250cc | Honda   | ESP 10  | POR 14 | CHN Ret | FRA 17  | ITA 12  | CAT 9   | NED 18  | USA NE | GBR 11  | ALE 17 | CZE 17  | JAP 13  | MAL 12 | QAT 12  | AUS 18  | TUR 14  | VAL 19 | 15.º | 36   |

| Color     | Resultado                                                               |
| --------- | ----------------------------------------------------------------------- |
| Oro       | Ganador                                                                 |
| Plata     | 2.ª plaza                                                               |
| Bronce    | 3.ª plaza                                                               |
| Verde     | Finalizó en los puntos                                                  |
| Azul      | Finalizó sin puntos                                                     |
| Azul      | NC - No clasificado                                                     |
| Violeta   | Ret - No terminó (Carrera)                                              |
| Rojo      | DNQ - No se clasificó                                                   |
| Negro     | DSQ - Descalificado                                                     |
| Blanco    | DNS - No empezó (carrera)                                               |
| Blanco    | WD - Retirado (fin de semana)                                           |
| Blanco    | C - Carrera cancelada                                                   |
| Sin color | DNP - Inscrito pero no participó                                        |
| Sin color | INJ - Lesionado                                                         |
| Sin color | EX - Excluido                                                           |
| Estado    | Resultado                                                               |
| Negrita   | Pole position                                                           |
| Cursiva   | Vuelta rápida                                                           |
| †         | Abandona, pero clasifica al completar el porcentaje requerido para ello |